# Papyrus 75
Papyrus 75 (nach Gregory-Aland {\displaystyle {\mathfrak {P}}}75, früher bezeichnet als Papyrus Bodmer XIV–XV, heute als Hanna Papyrus 1 (Mater Verbi)) ist ein früher Papyrus des Neuen Testaments. Ursprünglich enthielt er etwa 144 Seiten, von denen 102 entweder vollständig oder in Teilen noch erhalten sind. Er „enthält die Hälfte des Textes von [...] zwei Evangelien“ – Lukas (Papyrus Bodmer XIV) und Johannes (Papyrus Bodmer XV) – auf Griechisch. Er wurde von Nestle-Aland (27. Aufl.) als Handschrift des frühen dritten Jahrhunderts datiert. Er ist eines der ältesten Manuskripte (zusammen mit {\displaystyle {\mathfrak {P}}}4) des Lukasevangeliums. „Das verbliebene Fragment enthält Lukas 3:18–24:53 [...]“. „Ein besonderes Merkmal dieses Kodex ist die Tatsache, dass Lukas auf der gleichen Seite endet, wo das Johannesevangelium beginnt.“
Der griechische Text dieses Kodex ist von alexandrinischem Texttyp. Kurt Aland ordnete ihn in Kategorie I ein. Der Text ist näher am Codex Vaticanus als am Codex Sinaiticus. Die Übereinstimmung von {\displaystyle {\mathfrak {P}}}75 und codex B beträgt 92 % in Johannes und 94 % in Lukas. Es stimmt mit {\displaystyle {\mathfrak {P}}}111 überein.
Im Januar 2007 wurde das Manuskript von der Familie Hanna erworben und der Bibliothek des Vatikans in Rom geschenkt, wo es seither aufbewahrt wird.
Die Entdeckung von {\displaystyle {\mathfrak {P}}}75 hatte grundlegenden Einfluss auf die Textkritik des Neuen Testaments, da er hervorragend mit dem Codex Vaticanus übereinstimmt.